# Рибмон
не путать с Рибмон-сюр-Анкр — коммуной в департаменте Сомма.

Рибмо́н (фр. Ribemont) — коммуна на севере Франции, регион О-де-Франс, департамент Эна, округ Сен-Кантен, центр одноименного кантона. Расположена в 17 км к юго-востоку от Сен-Кантена и в 33 км к северо-западу от Лана, в 8 км от автомагистрали А26 "Англия". Через коммуну протекает река Уаза.
Население (2018) — 1 959 человек.

## История
В Рибмоне в 880 и 1179 годах были заключены два мирных договора.

## Достопримечательности
- Бывшее аббатство Сен-Николя-де-Пре
- Церковь Святого Петра и Павла
- Часовня Сен-Жермен
- Дом-музей Николя де Кондорсе, философа и математика, уроженца Рибмона
- Мельница Люси 1840 года

## Экономика
Уровень безработицы (2017) — 18,9 % (Франция в целом — 13,4 %, департамент Эна — 17,8 %). 

Среднегодовой доход на 1 человека, евро (2018) — 18 430 (Франция в целом — 21 730, департамент Эна — 19 690).

## Демография
Динамика численности населения, чел.

## Администрация
Пост мэра Рибмона с 2020 года занимает Венсан Паке (Vincent Paquet). На муниципальных выборах 2020 года был зарегистрирован единственный список во главе с действовавшим мэром Мишелем Потле (Michel Potelet). Через месяц после переизбрания, в июле 2020 года, Мишель Потле скончался, и новым мэром Рибмона был избран Венсан Паке.
| Период | Период | Фамилия      | Партия                               | Примечания |
| ------ | ------ | ------------ | ------------------------------------ | --- |
| 1989   | 2020   | Мишель Потле | Социалистическая партия Разные левые | работник национального образования, член Генерального совета департамента, вице-президент Совета департамента |
| 2020   |        | Венсан Паке  |                                      | |

## Города-побратимы
- Ленгеде, Германия

## Знаменитые уроженцы
- Франсуа Блондель (1618—1686), архитектор, инженер и дипломат, бригадный генерал, один из крупнейших теоретиков классицизма
- Николя де Кондорсе (1743—1794), философ, математик и политический деятель, автор парадокса Кондорсе
- Луи Сент-Илер (1766—1809), военный деятель, дивизионный генерал, граф Сент-Илер и Империи, участник революционных и наполеоновских войн

## Галерея

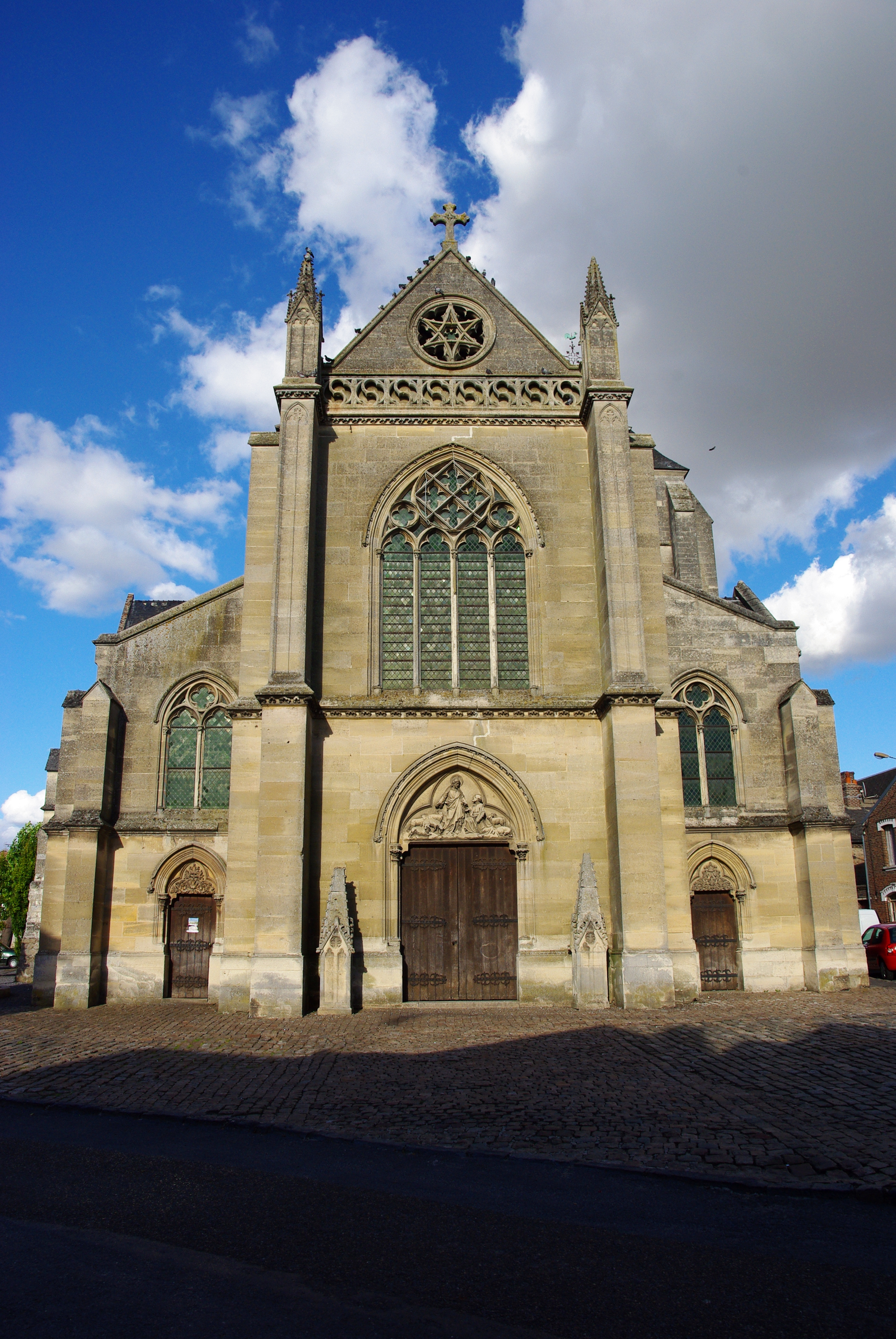
Церковь Святых Петра и Павла
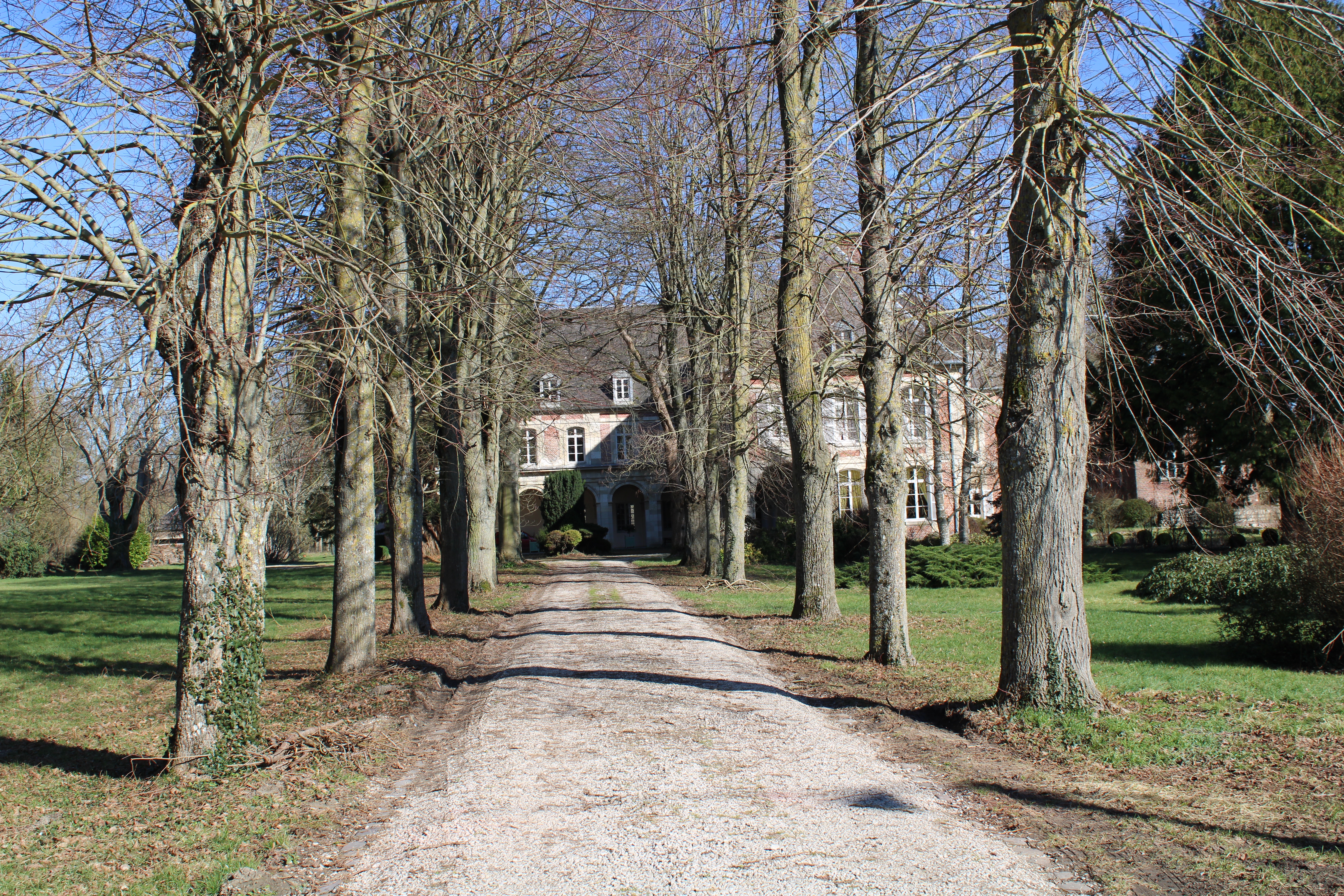
Парк и здание бывшего аббатства

1. 1 2  база данных о французских коммунах — Национальный географический институт Франции, 2015.